# Karl Gesele
Karl Gesele (15. srpna 1912 – 8. dubna 1968) byl německý důstojník jezdectva Waffen-SS, který dosáhl hodnosti SS-Standartenführer. Mimo jiné byl držitelem mnoha vojenských vyznamenání včetně rytířského kříže železného kříže a Německého kříže ve zlatě.

## Mládí a počátky u SS
Karl Gesele se narodil 15. srpna roku 1912 ve württemberském městě Riedlingen jako syn prokuristy Hermanna Geseleho a jeho ženy Therese (rozená Lorck). Po dosažení správného věku, nastoupil na základní školu (Volksschule) v roce 1919 ze které přestoupil později v roce 1923 na místní gymnázium v Riedlingenu, kde v roce 1929 maturuje. Po maturitě podstupuje školení na stavebního inženýra, které zakončuje roku 1932.
Dne 10. srpna 1931 zároveň vstupuje do SS jako SS-Mann a je zařazen k 1. rotě ze II. praporu od 13. SS-Standarte pod velením SS-Sturmbannführera Karla Pflomma. K 1. listopadu téhož roku se rovněž rozhodl vstoupit do nacistické strany (NSDAP). Následně však pracuje jeden rok u inženýrských staveb protiletecké obrany v Ulmu odkud v lednu roku 1933.
V létě roku 1933 je přeřazen na oddělení politické pohotovosti Württemberg (Politische Bereitschaft Württemberg) v Oberndorfu. Avšak s rozvojem SS je 16. srpna téhož roku jeho jednotka zařazena do SS-Verfügungstruppe (SS-VT) a zároveň je přejmenována na SS-Standarte Deutschland (SS pluk Deutschland). Gesele je tak zařazen k 9. rotě ze III. praporu pluku.

## Shrnutí vojenské kariéry
Data povýšení
- SS-Mann – 10 srpen 1931
- SS-Sturmann – 25. srpen 1933
- SS-Obertruppführer – 23. prosinec 1933
- SS-Haupttruppführer – 11. únor 1934
- SS-Untersturmführer – 25. březen 1934
- SS-Obersturmführer – 30. leden 1937
- SS-Hauptsturmführer – 30. červen 1939
- SS-Sturmbannführer – 30. leden 1942
- SS-Obersturmbannführer – 21. červen 1943
- SS-Standartenführer – 20. duben 1945

Významná vyznamenání
- Rytířský kříž Železného kříže – 4. červenec 1944
- Německý kříž ve zlatě – 25. květen 1942
- Železný kříž II. třídy – 20. září 1939
- Železný kříž I. třídy – 3. říjen 1939
- Všeobecný útočný odznak
- Sudetská pamětní medaile
- Sportovní odznak SA ve stříbře
- Civilní odznak SS
- Čestná dýka Reichsführera-SS
- Totenkopfring